# Принцесса Шехерезада
Принцесса Шехерезада (фр. Princesse Shéhérazade) — французский мультсериал.
Демонстрировался в России на телеканале «ТНТ» по будням с 12 февраля по 26 апреля 2002 года и с 7 ноября 2002 г. по 23 января 2003 года и на канале «БСТ». Затем с 12 января по 13 февраля 2004 года по будням и с 13 ноября 2004 по 23 апреля 2005 года транслировался на канале «Столица». В 2008-2009 годах был показан на канале «Бибигон» с озвучкой ВГТРК.

## Сюжет
Тиль — озорной юный ифрит, способный превращаться во всевозможных животных и предметы. Он был заточён в кристальной призме, пока однажды ночью не упал в сад Альгамбры, где встретил Шехерезаду, дочь эмира Гранады, освободившую его. С той поры Тиль и Шехерезада становятся неразлучными друзьями и вместе путешествуют по миру. Спустя время принцесса Шехерезада встречает принца Нура, который становится её возлюбленным и спутником в захватывающих приключениях в странных и далёких странах, где они помогают другим людям и находят друзей.
Приключения вдохновлены сказками, антологиями и легендами исламского мира, в частности «Тысячею и одной ночью», антологией, которой принцесса обязана своим именем. В сериале на современный лад рассказаны эти классические истории.

## Список серий
1. Вошь-волшебница
2. Гондольер ДжиДжи
3. Джинн из лампы
4. Парикмахер и красильщик
5. Потерянный город
6. По ту сторону арбуза
7. Лунная улыбка
8. Хрящик
9. Кузен Тилля
10. Королевский ленивец
11. Три принцессы
12. Джинн Джорджирус
13. Синяя роза
14. Буль-Буль, говорящая птица
15. Тиль влюбился
16. Три охотника
17. Повелитель магнита
18. Тапки Абу-Касима
19. Тетушка-воровка
20. Волшебница Альмана
21. Исчезновение Альгамбры
22. Башня ветров
23. Веселое солнце
24. Справедливый король
25. Волос, нить и перышко
26. Легенда о королевском олене
27. Нур и Шехерезада
28. Подарок ко дню рождения
29. Научная экспедиция
30. Аппарат принуждения
31. Волшебная лютня
32. Паук раскидывает сети
33. Универсальный аккорд
34. Похищение Нура
35. Двухголовый змей
36. Плохая новость
37. Плохая копия
38. Призрак Петры
39. Сталагмиты
40. Анаид
41. Виртуальная машина
42. След слонов
43. Колодец любви
44. Марш
45. Охота на ифритов
46. Просо и соль
47. Печать султана
48. Роксанур
49. Науар
50. Тогонурчи
51. Тиль и Тильта
52. Волшебное зеркало